# Franz Haas (Literaturwissenschaftler)
Franz Haas (* 1955 in St. Leonhard am Forst) ist ein österreichischer Literaturwissenschaftler.

## Leben
Seit 1997 lehrt er Neuere Deutsche Literatur an der Universität Mailand und schreibt als Literaturkritiker für verschiedene italienische und deutschsprachige Zeitungen, insbesondere für die Neue Zürcher Zeitung. Seine Forschung konzentriert sich hauptsächlich auf die deutschsprachige Literatur des 20. Jahrhunderts, insbesondere auf die österreichische Gegenwartsliteratur und die vergleichende Literaturwissenschaft.

## Schriften (Auswahl)
- Der Dichter von der traurigen Gestalt. Zu Leben und Werk von Ernst Weiß. Frankfurt am Main 1986, ISBN 3-8204-8752-2.
- mit Hermann Schlösser und Klaus Zeyringer: Blicke von außen. Österreichische Literatur im internationalen Kontext. Innsbruck 2003, ISBN 3-85218-423-1.